# Ipomoea aurantiaca
Ipomoea aurantiaca ist eine Pflanzenart aus der Gattung der Prunkwinden (Ipomoea) aus der Familie der Windengewächse (Convolvulaceae). Die Art ist in Guatemala verbreitet.

## Beschreibung
Ipomoea aurantiaca ist eine unbehaarte, kletternde, krautige Pflanze, deren Stängel einen Durchmesser von nur 2 mm erreichen. Die Laubblätter sind langgestreckt-lanzettlich, nach vorn zugespitzt, an der Basis abgeschnitten. Die Blattspreite ist häutig oder fast häutig, 4,5 bis 12 cm lang und 1,5 bis 6 cm breit. Die Blattstiele sind mit einem Durchmesser von 0,5 mm sehr schlank und 1 bis 1,5 cm (selten bis 4 cm) lang.
Die wenigblütigen, zymösen Blütenstände stehen in den Achseln und sind etwa ebenso lang wie die sie umgebenden Laubblätter. Der Blütenstandsstiel ist etwa ebenso dick wie der Stängel und 2,5 bis 7 cm lang. Die Blütenstiele sind schlank und etwas flockig und meist kürzer als 2 cm. Der Kelch hat eine Länge von 8 bis 10 mm, die Kelchblätter sind ungleich geformt, breit eiförmig bis nahezu rund, abgestumpft und lederig, ihre Ränder sind häutig. Die äußeren Kelchblätter sind auf der Außenseite etwas flockig und 4 bis 6 mm lang, die inneren sind etwa 8 bis 10 mm lang. Die Krone ist orange oder gelb gefärbt, röhrenförmig-glockenförmig, unbehaart und 5 bis 6 cm lang und 1 cm breit.

## Verbreitung
Die Art ist nur aus Chiapas und Huehuetenango in Guatemala bekannt. Sie wächst dort an feuchten Hängen und in Dickichten in Höhenlagen von 1000 bis 2000 m.